# Джон Джеймсон
Джон Дже́ймсон (англ. John Jameson) — персонаж, появившийся в комиксах издательства Marvel Comics. Сын главного редактора газеты «The Daily Bugle» Джей Джоны Джеймсона. Личная жизнь - женат на Женщине-Халк Дженнифер Уолтерс. Был одним из самых молодых заявителей, когда-либо принятых в программу «астронавт НАСА». Впервые появился в комиксе The Amazing Spider-Man в 1963 году. Позднее превратился в Человека-волка (англ. Man-Wolf). В фильме «Человек-паук 2» его сыграл Дэниел Гиллис.

## История
Первая миссия Джона Джеймсона как астронавта не увенчалась успехом: капсула, в которой он находился, сошла с орбиты Земли из-за неполадок в системе управления, вызвавших потерю контроля над кораблём. Молодому супергерою, Человеку-пауку, начавшему свои подвиги всего две недели назад, удалось спасти Джеймсона, заменив нужные детали модуля управления, после чего корабль с капсулой благополучно приводнился в океане. Джей Джона Джеймсон усмотрел в спасении своего сына рекламный трюк, призванный принизить достижения младшего Джеймсона, и инцидент вызвал самое первое ругательство в адрес Человека-паука на страницах Daily Bugle.
Позже Джон Джеймсон снова отправился в космос, где его снова преследуют неудачи — он, предположительно во время выхода в открытый космос, контактирует с неизвестным вирусом. После возвращения на Землю обнаружился побочный эффект от вируса — у Джеймсона развилась нечеловеческая сила. Джеймсона снабдили специальным органическим костюмом, чтобы он не потерял свои силы, пока учёные НАСА не изучат вирус. Когда все считали, что Человек-паук принимал участие в ограблении банка, Джей Джона Джеймсон уговорил сына использовать свои силы, чтобы продвинуть себя в Интернете и таким образом стать народным героем, победив Человека-паука. Джеймсон согласился, но первая встреча с Человеком-пауком закончилась победой последнего. Когда старший Джеймсон узнал, что Человек-паук был невиновен, он попытался остановить своего сына, который всё ещё продолжал противостоять супергерою, но молодой Джеймсон желал возместить своё прошлое поражение. Когда они столкнулись во второй раз, Человеку-пауку удалось нейтрализовать вирус в теле Джеймсона, использовав длительное воздействие электричества. Когда Джеймсон очнулся, то потерял свою сверхсилу.
Некоторое время спустя, Джеймсон отправился на тайную миссию на Луне, причина которой всё ещё является секретной информацией. Во время сбора лунного грунта он наткнулся на сверкающий красный драгоценный камень, сильно отличающийся от всего, что он там видел. После успешного завершения миссии Джеймсон почувствовал странное влечение, желание обладать уникальным драгоценным камнем. Джеймсон и его коллеги сделали из него амулет, чтобы носить на шее, после чего Джон Джеймсон надел его на себя. На амулете было выгравировано изображение Волка. В первую ночь в полнолуние Джеймсон превратился в безумного Человека-волка — необычное существо-мутанта.
В течение нескольких месяцев Джеймсон пытался найти способ борьбы с тем, что он превращается на три ночи в месяц, и, наконец, приобретает костюм, который ни пропускает ни одного излучения, с целью надевать его во время луны. Однако эти попытки оказались тщетными. В своём родном Нью-Йорке в преддверии пяти месяцев со дня первого превращения Джеймсон начал следить за своим отцом, инстинктивно желая найти помощь. Джей Джона Джеймсон не поверил, когда узнал, что Волк — его сын, взявший себе прозвище «Человек-волк». Затем Джона увидел кулон на шее Человека-волка и только тогда признал в нём своего сына. Пытаясь спасти сына, Джей Джона Джеймсон вскоре обнаружил странность — даже избавившись от амулета, Джеймсон не может прекратить ежемесячный цикл превращений. Впоследствии Человек-паук выбросил амулет в реку, однако Человек-волк начал на него охоту.

## Силы и способности
Джон является опытным пилотом и опытным астронавтом. Он прошёл специальную подготовку в армии, совместно со специальной подготовкой для служащих ВВС. Владеет приёмами рукопашного боя.
Превратившись в Человека-волка, Джеймсон получил сильные волчьи инстинкты, возможность отращивать когти на руках и ногах. Более острые чувства позволяют ему выслеживать цель по запаху и видеть в темноте. Также обладает сильным исцеляющим фактором, позволяющим залечивать самые тяжёлые раны.

## Вне комиксов

### Фильм

Дэниел Гиллис в роли Джона Джеймсона в фильме «Человек-паук 2».

- В фильме «Человек-паук 2» Джона Джеймсона сыграл Дэниел Гиллис. В фильме он собирался жениться на Мэри Джейн Уотсон, однако та в конце фильма не является на свадебную церемонию и уходит к Питеру Паркеру, узнав, что он является Человеком-пауком[1].
- Джеймсон появляется в начальном эпизоде фильма «Веном». Он остаётся единственным выжившим членом экипажа при крушении космического корабля. Его тело было захвачено Райотом, он атаковал санитаров в машине скорой помощи и передал симбиота, после чего умер.

### Мультсериалы
- Джон Джеймсон появляется в мультсериале «Человек-паук» 1994 года, где его озвучил Майкл Хортон. Он управлял шаттлом, с помощью которого на Землю попал Веном[2].
- В мультсериале «Непобедимый Человек-паук» Джон Джеймсон является одним из главных героев. Он улетел на Анти-Землю, где возглавил группу повстанцев против Высшего Эволюционера. Озвучил его Джон Пэйн, а Скотту МакНейлу принадлежат голосовые эффекты Человека-волка[3].
- Даран Норрис озвучил Джона Джеймсона в мультсериле «Новые приключения Человека-Паука». В этом мультсериале он ненадолго становится супергероем по имени Полковник Юпитер[4].
- Джон Джеймсон и его альтер эго Человек-волк появляется в мультсериале «Великий Человек-паук», где его озвучил Нолан Норт.
- Джон Джеймсон и его второе я, Человек-волк, появляется в мультсериале «Человек-паук» 2017 года, где его озвучил Джошуа Китон.

### Компьютерные игры
- В компьютерной игре «The Amazing Spider-Man» есть задание от Уитни Ченг, в котором Человеку-пауку надо сфотографировать следы попытки проникновения в редакцию Daily Bugle: исцарапанную когтями дверь, волчьи следы и клочок одежды. Это намёк на Человека-волка.